# 高雄高工駅
高雄高工駅（たかおこうこうえき）は台湾高雄市三民区寶珠里にある高雄捷運の駅。大順二路と建工路の交差点に位置する。

## 路線
- 環状軽軌（LRT） - 駅番号はC28。
- 黄線（MRT） - 駅番号はY8（事業中）

## 歴史

### LRT
- 2018年8月22日 - 駅名決定[1][注 1]。
- 2022年12月12日 - 本駅を含む大順路区間、施工開始[4]。
- 2024年1月1日 - 開業[5]。

### MRT
- 2024年中 - 本駅を含むYC02工区着工予定[6]。

## 駅構造
環状軽軌は複線軌道の内側に上下線それぞれの単式ホームを配した千鳥式ホーム2面2線の地上駅。ホームは大順二路の中央分離帯にあり、建工路との交差点を境にのりばが北西・東南に分かれている。5つの希望を象徴する五福臨門「福・禄・寿・喜・財」のうち、「喜」を表す喜鵲（カササギ）をモチーフにした装飾が施された。
|  | RP2q | RP2q | RP2xRP2 | RP2q | RP2q |

| uCONTg@Gq | uSTRq | uSTRgq | uSKRZ-G2q |  | uSTRgq |

| uSTRq | uSTRfq |  | uSKRZ-G2q | uSTRfq | uCONTf@Fq |

| RP2q | RP2q | RP2q | RP2xRP2 | RP2q | RP2q |

|  | RP2q | RP2q | RP2xRP2 | RP2q | RP2q |

| uCONTg@Gq | uSTRq | uSTRgq | uSKRZ-G2q |  | uSTRgq |

| uSTRq | uSTRfq |  | uSKRZ-G2q | uSTRfq | uCONTf@Fq |

| RP2q | RP2q | RP2q | RP2xRP2 | RP2q | RP2q |

MRT黄線は地下2階に島式ホーム1面2線を配する予定。

## 駅周辺
- 高雄市立高雄高級工業職業学校
- 国立高雄科技大学建工キャンパス
- 高雄市立図書館宝珠分館
- 高雄銀行湾內分行
- 三民区公所
- 高雄市消防局大昌分隊
- 私立立志高級中学
- 中華電信高雄営業處第一網路維運中心
- 高雄市公共自転車（中国語版）（YouBike）：三民区民衆活動中心、高雄高工

## 隣の駅
高雄捷運
■環状軽軌
湾仔内駅  C27 - 高雄高工駅 C28 - 樹徳家商駅 C29

### 註釈
1. ↑  計画時の仮称は「湾仔内」で[2]、投票時の候補は「大順建工、高雄高工」だった[3]。